# Leonów (Grande-Pologne)
Pour les articles homonymes, voir Leonów.
Leonów (prononciation : [lɛˈɔnuf]) est un village polonais de la gmina de Borek Wielkopolski dans le powiat de Gostyń de la voïvodie de Grande-Pologne dans le centre-ouest de la Pologne.
Il se situe à environ 4 kilomètres au sud-est de Borek Wielkopolski (siège de la gmina), à 19 kilomètres à l'est de Gostyń (siège du powiat) et à 62 kilomètres au sud-est de Poznań (capitale régionale).
Le village possède une population de 470 habitants.

## Histoire
De 1975 à 1998, le village faisait partie du territoire de la voïvodie de Leszno.

Depuis 1999, Leonów est situé dans la voïvodie de Grande-Pologne.